# Bevera (affluente del Roia)
Il Bevera (Bévéra in francese, Bevera in ligure) è un torrente delle Alpi Marittime.

## Percorso

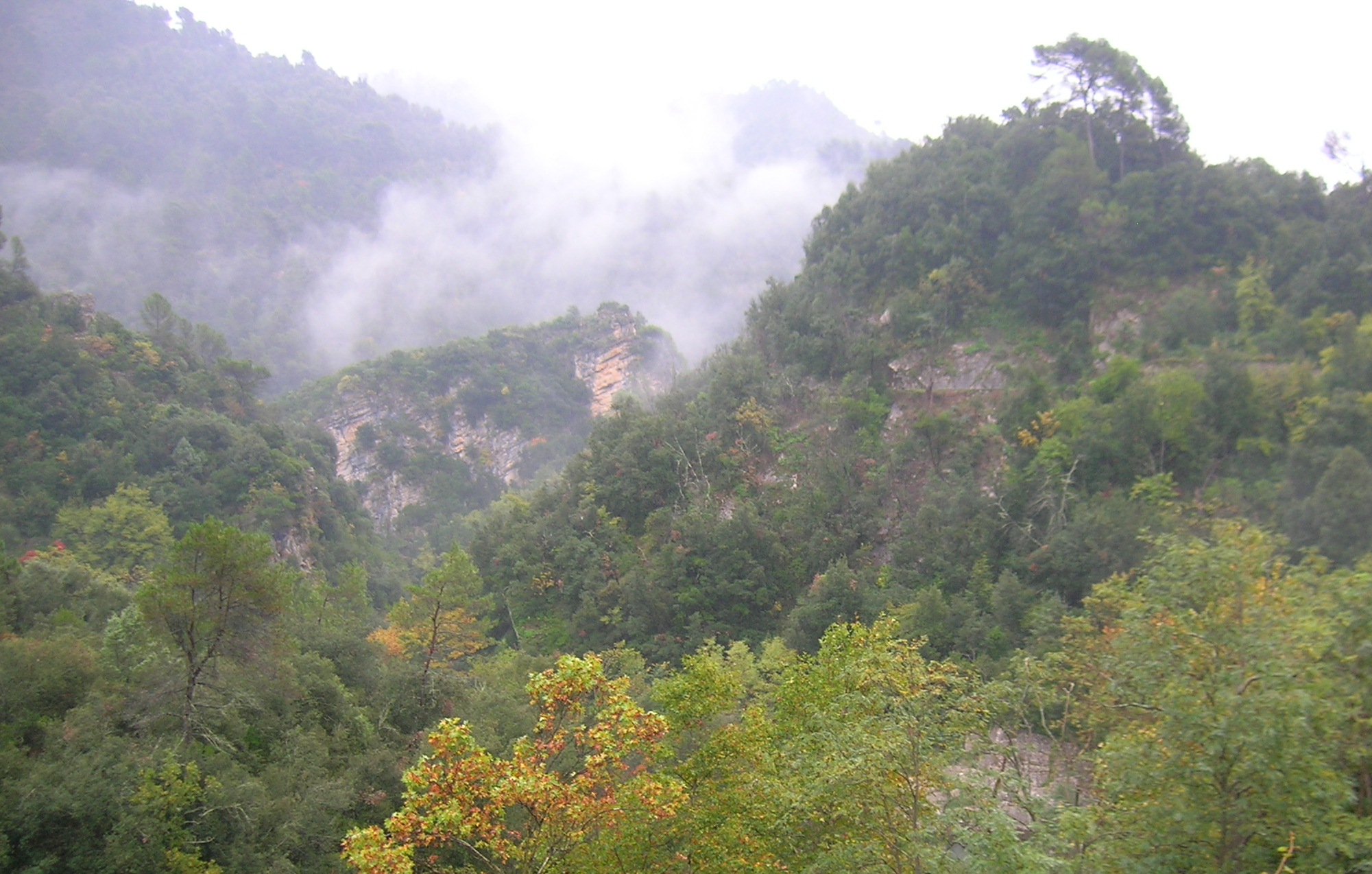
Il Sito di interesse comunitario (SIC) "Monte Grammondo - Torrente Bevera".

Il Bevera è lungo 43 km (16,7 km in Italia). Nasce in Francia dalla Cime de la Calmette a 1.787 m d'altitudine sulle Alpi Marittime, attraversa i centri di Molinetti e Sospello, per poi entrare presso Olivetta San Michele in Italia. In Italia percorre 11 km e in Francia 27 km.
Quindi bagna le frazioni di Torri, Calvo e Bevera del comune di Ventimiglia dove poi va a sfociare nel fiume Roia, costituendone il principale affluente di destra.
Dal 1861 al 1947, ad est di Piena, allora frazione di Olivetta San Michele, per un breve tratto il Bevera segnava il confine tra Italia e Francia.

## Comuni

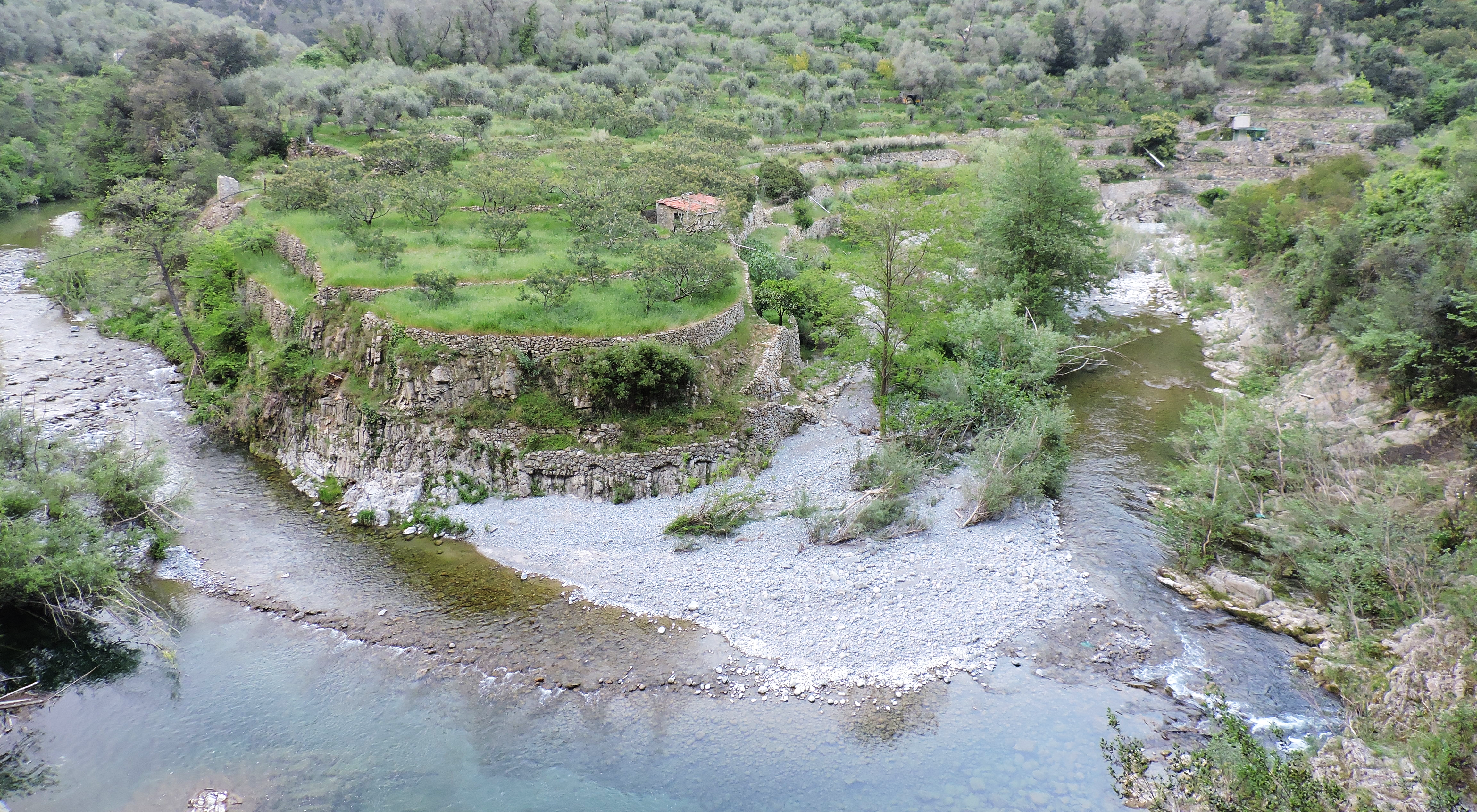
Un meandro del Bevera a monte dell'omonima frazione di Ventimiglia

Questi sono i comuni compresi o interamente nella val Bevera:
| Comune                   | Abitanti   | Superficie | Densità       | Altitudine   |
| ------------------------ | ---------- | ---------- | ------------- | ------------ |
| Molinetto (Moulinet)     | 215 ab.    | 41,07 km²  | 5,23 ab./km²  | 516 m s.l.m. |
| Sospello (Sospel)        | 3.605 ab.  | 61,71 km²  | 58,42 ab./km² | 348 m s.l.m. |
| Breglio (Breil-sur-Roya) | 2.028 ab.  | 82,32 km²  | 24,64 ab./km² | 287 m s.l.m. |
| Olivetta San Michele     | 254 ab.    | 13,84 km²  | 18 ab./km²    | 292 m s.l.m. |
| Ventimiglia              | 25.730 ab. | 54,06 km²  | 476 ab./km²   | 0 m s.l.m.   |

## Paleogeografia
Si ritiene che un tempo il torrente Bevera sfociasse direttamente nel mare presso la frazione Latte di Ventimiglia, prima che il suo corso venisse catturato da quello del fiume Roia: ciò è testimoniato dall'ampiezza della piana alluvionale presso la foce dell'attuale rio Latte e dalla bassa quota del colle che divide il tratto terminale della valle del Bevera da quella del rio Latte stesso.

## Tutela naturalistica
Buona parte del tratto italiano della vallata dal Bevera appartiene, assieme alle montagne che la delimitano, al Sito di importanza comunitaria denominato M. Grammondo T. Bevera (codice IT 1315717).